# Mercado de la Libertad
Le marché de la Liberté (en catalan : Mercat de la Llibertat) est un marché couvert du District de Gràcia, à Barcelone (Espagne). Il a été projeté par l'architecte Miquel Pascual et sa construction a commencé en 1888, en étant inauguré en 1893. Représentant de l'architecture métallique, le bâtiment est catalogué comme bien d'intérêt culturel local.

## Rénovation
Entre 2007 et 2009 a été mené à terme une rénovation intégrale du marché consistant dans la création d'un stationnement souterrain pour chargement et déchargement des marchandises, l'incorporation dans le sous-sol du bâtiment d'espaces pour le tri sélectif des ordures, l'amélioration du système de climatisation avec un nouveau isolement thermique et l'optimisation de l'accès au marché pour les personnes handicapées,.

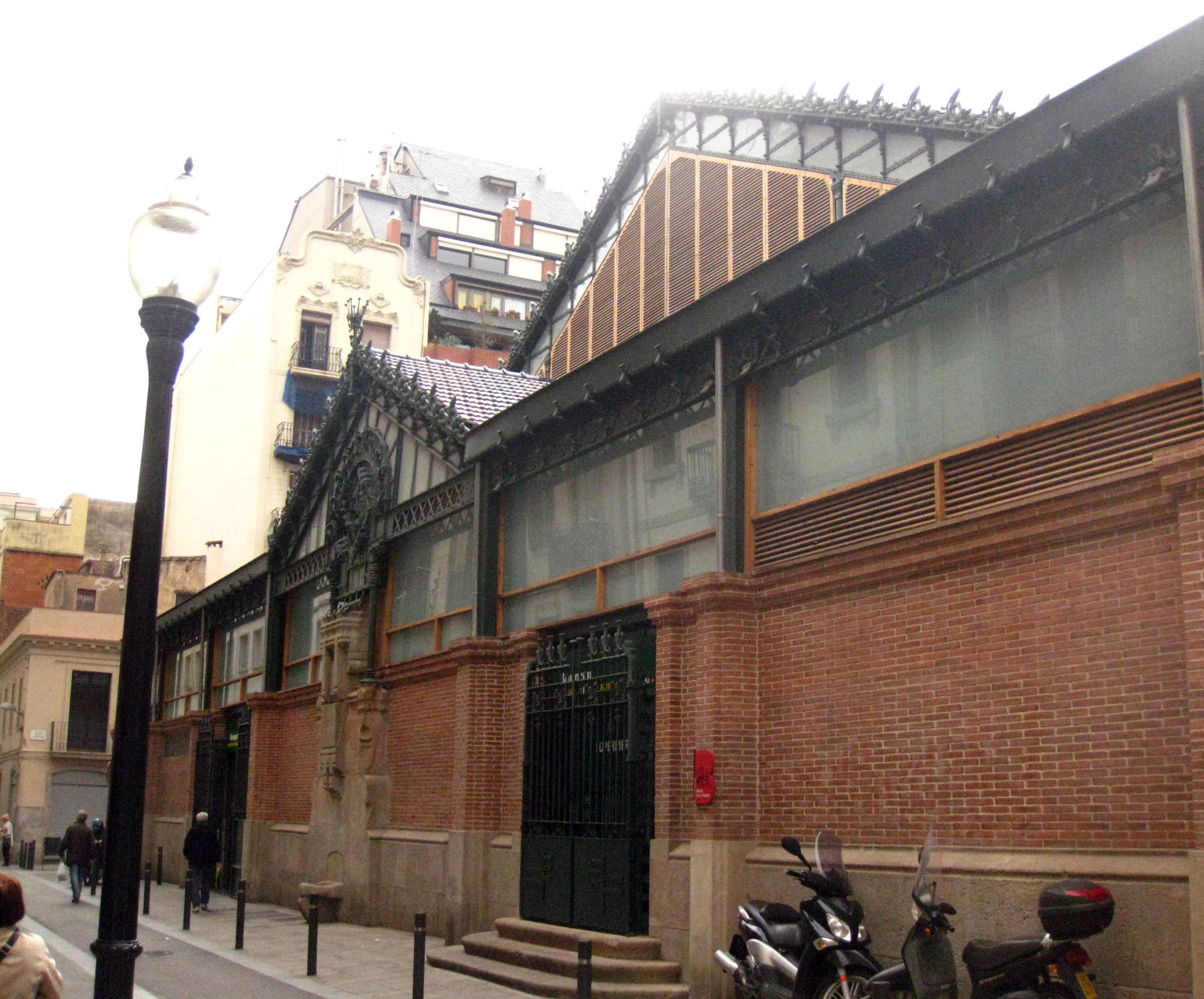
Façade sud du marché (2013).

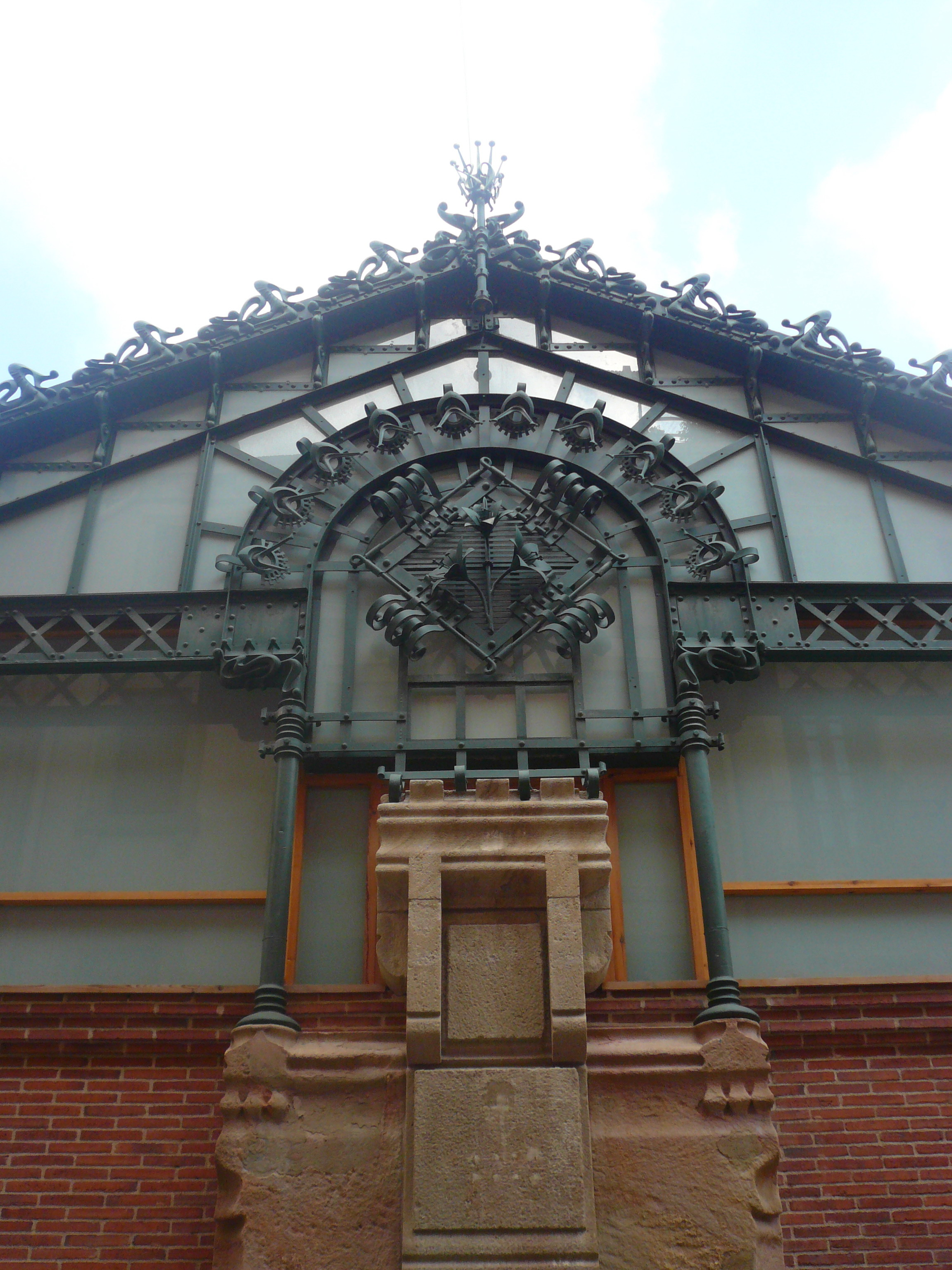
Les armoiries de Gracia sur la façade.

## Source de traduction
- (es) Cet article est partiellement ou en totalité issu de l’article de Wikipédia en espagnol intitulé « Mercado de la Libertad » (voir la liste des auteurs).